# 阿农维尔-叙泽蒙
阿农维尔-叙泽蒙（法語：Hannonville-Suzémont，法語發音：[anɔ̃vil syzemɔ̃]）是法国默尔特-摩泽尔省的一个市镇，属于布里埃区。

## 地理
阿农维尔-叙泽蒙（49°5'54"N, 5°50'1"E）面积8.68 平方千米，位于法国大東部大區默尔特-摩泽尔省，该省份为法国东北部内陆省份，是洛林的一部分，北邻比利时、卢森堡，北起顺时针与摩泽尔省、下莱茵省、孚日省和默兹省接壤。
与阿农维尔-叙泽蒙接壤的市镇（或旧市镇、城区）包括：布兰维尔、马斯拉图尔、斯蓬维尔、伊龙河畔维尔、瓦夫尔地区拉图尔。
阿农维尔-叙泽蒙的时区为UTC+01:00、UTC+02:00（夏令时）。

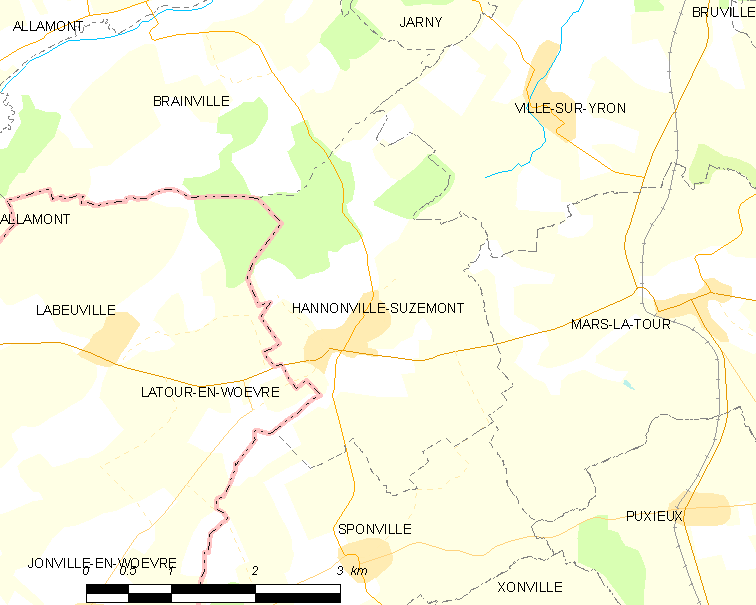
阿农维尔-叙泽蒙的OSM定位图

## 行政
阿农维尔-叙泽蒙的邮政编码为54800，INSEE市镇编码为54249。

## 政治
阿农维尔-叙泽蒙所属的省级选区为雅尼县。

## 人口

1962-2008年间阿农维尔-叙泽蒙人口变化图示

阿农维尔-叙泽蒙于2022年1月1日时的人口数量为257人。